# Mesonychium coerulescens
Mesonychium coerulescens là một loài Hymenoptera trong họ Apidae. Loài này được Lepeletier & Audinet-Serville mô tả khoa học năm 1825.